# Ялиця бальзамиста
{{#ifeq:0|0|{{#if:Abies balsamea|{{#if:|[[]}}|[[]]}}}}
Яли́ця бальзами́ста або ялиця бальзамічна (Abies balsamea) — вид хвойних дерев родини соснові (Pinaceae).

## Поширення
Дерево росте у Північній Америці, є найпоширенішою ялицею північноамериканських тайгових лісів. Утворює гігантські лісові масиви. Заходить в гори до висоти 1500–2500 м. Часто росте у низовинах, поблизу водойм, в суміші з ялинами, модриною американською, березою жовтою.

## Опис
Струнке дерево до 15-25 м заввишки, з правильною, конусоподібною або вузькопірамідальною, щільною кроною, що спускається у поодиноко стоячих дерев до землі, з червонувато-сірою корою. Темно-зелена, ароматна хвоя зверху блискуча, з двома білими смужками знизу, розташована на пагонах в кілька рядів один над одним, функціонує до 5 років.
Тіньовитривала, морозостійка рослина, зростає порівняно швидко, пагони визрівають повністю. Нижні гілки, будучи прикриті перегноєм, легко вкорінюються, при цьому молоді деревця, які виростають навколо материнської рослини, створюють дуже ефектну групу.
У плодоношення вступає з 20-30 років. Запилювання — з інтервалом в 1-4 роки. Негативно реагує на затоптування і обламування. Красива в алейних, групових і одиночних посадках. Дуже ефектна з численними молодими темно-фіолетовими шишечками. Через поверхневу кореневу систему часто піддається вітроповалу.